# Induktans
Induktans ({\displaystyle L}) er et fænomen, hvor en ændring i strømstyrken {\displaystyle i} i et elektrisk kredsløb fører til en elektromotorisk kraft {\displaystyle {\mathcal {E}}}. Den fysiske størrelse er defineret ved ligningen
{\displaystyle {\mathcal {E}}=-L{\frac {\mathrm {d} i}{\mathrm {d} t}}}
hvor {\displaystyle t} angiver tid. Det negative fortegn kommer fra Lenz' lov og betyder, at den elektromotoriske kraft modvirker ændringer i strømstyrken.
Induktans angives i enheden henry med symbolet {\displaystyle {\text{H}}}.

## Energi
Effekten {\displaystyle P}, hvormed energi afsættes, er givet ved strømstyrken gange spændingen eller den elektromotoriske kraft i denne sammenhæng. Oplagringen sker modsat den elektromotoriske kraft, så det negative fortegn fjernes:
{\displaystyle P=Li{\frac {\mathrm {d} i}{\mathrm {d} t}}}
Den samlede afsatte energi {\displaystyle U} over en tidsperiode fra {\displaystyle t_{1}} til {\displaystyle t_{2}} er givet ved den integrerede effekt:
{\displaystyle {\begin{aligned}U&=\int _{t_{1}}^{t_{2}}P{\text{ }}\mathrm {d} t=L\int _{i_{1}}^{i_{2}}i{\text{ }}\mathrm {d} i\\U&={\frac {1}{2}}L\left(i_{2}^{2}-i_{1}^{2}\right)\end{aligned}}}
Det antages her, at induktansen er konstant. Hvis strømstyrken i begyndelsen {\displaystyle i_{1}} er 0, kan den endelig strømstyrke bare kaldes {\displaystyle i}, og den oplagrede energi er da givet ved:
{\displaystyle U={\frac {1}{2}}Li^{2}}
Hvis strømstyrken før og efter derimod er den samme, er den oplagrede energi 0.